# Katholikentag

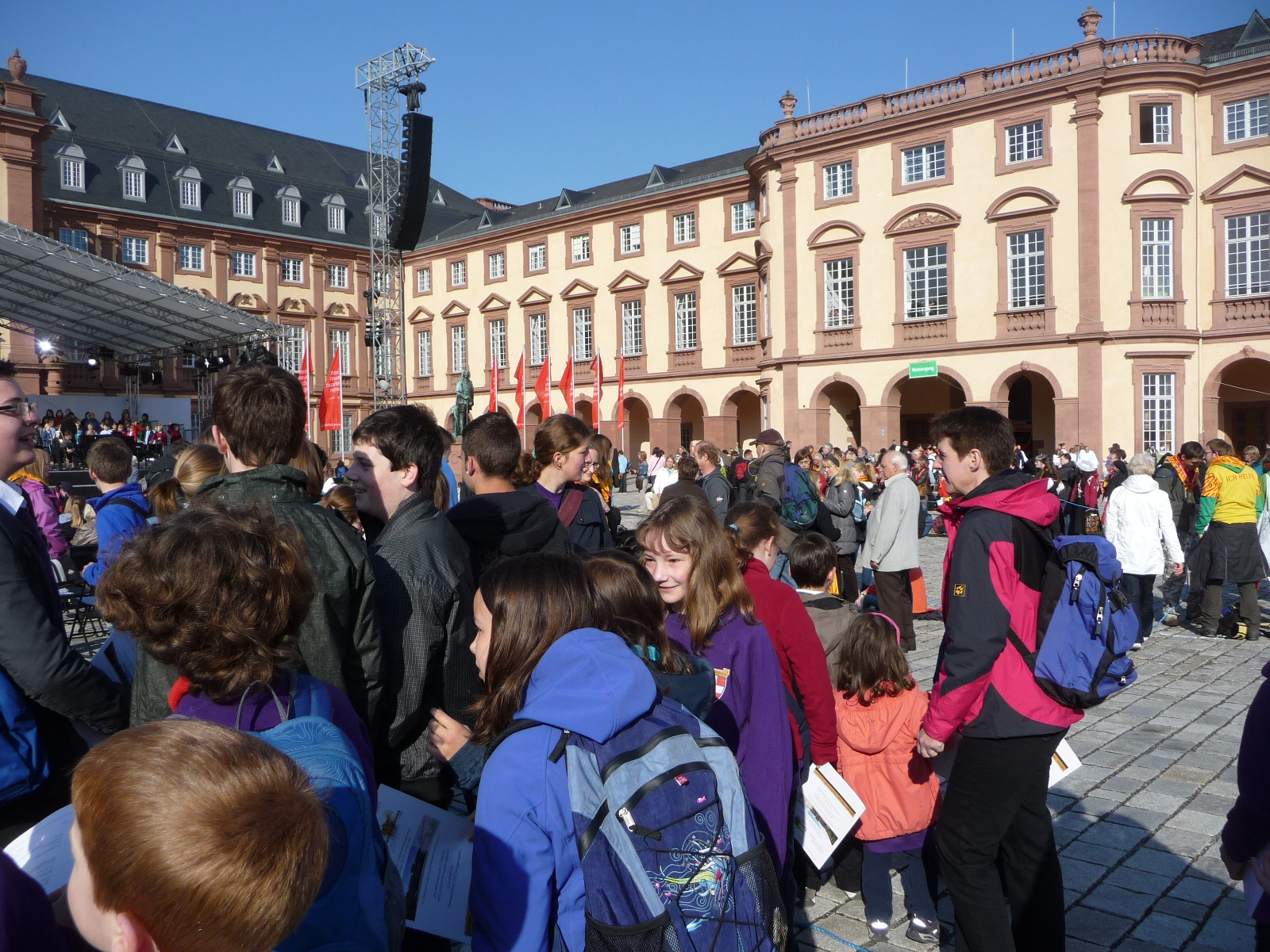
Besucher auf dem Deutschen Katholikentag Mannheim

Der Katholikentag ist eine mehrtägige Zusammenkunft primär römisch-katholischer Christen des jeweiligen Landes in Deutschland, Österreich und der Schweiz, die in einem mehrjährigen Turnus stattfindet (in Deutschland in der Regel alle zwei Jahre). Ihre Ursprünge liegen im Verbandskatholizismus und den Laienbewegungen des 19. Jahrhunderts. Mehr und mehr hat er sich zu „ein[em] für die Identität der Katholiken wichtige[n] Glaubensfest“ entwickelt.
In Deutschland gibt es den Katholikentag seit 1848; der 103. Deutsche Katholikentag fand vom 29. Mai bis 2. Juni 2024 in Erfurt statt. In Österreich gab es einen eigenen seit 1877 (zuletzt 1983) und in der Schweiz seit 1903 (zuletzt 1954).

## Deutscher Katholikentag

### Geschichtliche Entwicklung

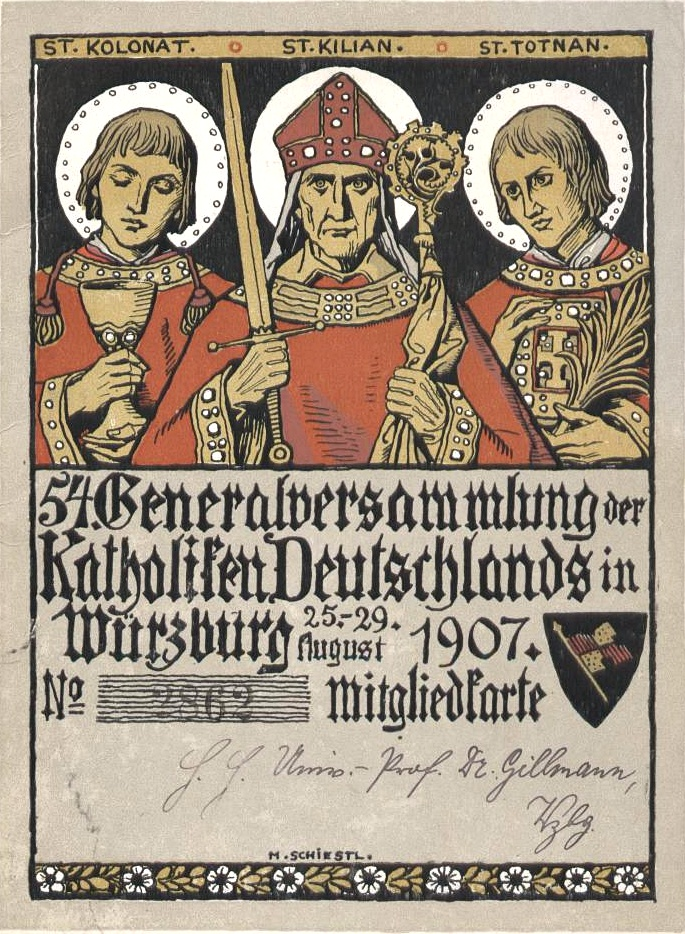
Teilnahmekarte am Deutschen Katholikentag 1907, in Würzburg, mit den Frankenaposteln Kilian, Kolonat und Totnan; entworfen von Matthäus Schiestl

Der erste deutsche Katholikentag fand vom 3. Oktober bis zum 6. Oktober 1848 in Mainz als erste Generalversammlung der Katholischen Vereine Deutschlands statt, inspiriert von der Demonstration des Glaubens 1844, bei der aus ganz Deutschland eine Million Pilger zur Ausstellung des heiligen Rocks nach Trier kamen, begeistert von der bürgerlich-demokratischen Revolution ab März 1848 und als Gegenreaktion zur Unterdrückung der katholischen Bevölkerung durch die protestantischen Regierungen seit dem Wiener Kongress 1814–1815, die später in den Kulturkampf mündete. Damals war der Katholikentag eine reine Delegierten-Versammlung von Piusvereinen, zu der 87 Vereinsabgeordnete sowie rund weitere 100 Geistliche und Laienteilnehmer kamen und aus der der Katholische Verein Deutschlands hervorging. Von da an gab es fast jedes Jahr einen Katholikentag; 1849 wurden sogar zwei in einem Jahr (einer in Breslau und einer in Regensburg) veranstaltet. 1907 erhielt erstmals eine Frau (Emy Gordon) das Rederecht auf einem Katholikentag. Dieser fand in Würzburg statt, wo am 20. November 1848 eine Katholikenversammlung die Gründung des Katholischen Vereins beschlossen hatte.
Bis zum Deutschen Krieg von 1866 zwischen Preußen und Österreich um die Vormacht im Deutschen Bund, der mit dem Sieg der kleindeutschen Lösung endete, nahmen die Deutschen Österreichs am Deutschen Katholikentag teil, der 1850 und 1856 in Linz, 1853 in Wien, 1857 in Salzburg und 1860 in Prag stattfand. Der letzte Deutsche Katholikentag in Österreich wurde 1867 in Innsbruck abgehalten. Nach der Ausrufung des Deutschen Reiches von 1871 wurde von der Regierung in Wien die Teilnahme der österreichischen Katholiken missbilligt, weshalb ab 1877 in Österreich ein eigener Katholikentag veranstaltet wurde.
Die Katholikentage 1905 in Straßburg und 1913 in Metz fanden zweisprachig (deutsch und französisch) statt. Straßburg und Metz lagen von 1871 bis 1918 im Reichsland Elsaß-Lothringen. In den Jahren von 1914 bis 1920 gab es keine Deutschen Katholikentage, ein für August 1914 in Münster vorbereiteter Katholikentag wurde wegen des Kriegsbeginns abgesagt. Es fand aber am 1. Februar 1920 in Stuttgart ein sogenannter „Kleiner Katholikentag“ statt. Auch von 1933 bis 1947 konnten keine Katholikentage stattfinden. Seit 1948 gibt es diese Veranstaltung alle zwei Jahre.
Auf dem Katholikentag 1966 in Bamberg wurden erstmals Diskussionen über eine Umsetzung der Beschlüsse des Zweiten Vatikanischen Konzils geführt.
Als Einschnitt gilt der 82. Deutsche Katholikentag in Essen 1968: Er stand unter dem Leitwort „Mitten in dieser Welt“; unter dem Eindruck der 68er-Bewegung erhob sich hier zum ersten Mal offener Widerstand gegen die Amtskirche.
In den vergangenen Jahrzehnten hat sich der Katholikentag zu einer von Laien organisierten Großveranstaltung entwickelt – im Stil eines Kongresses, verbunden mit öffentlichen Events und Begegnungen. Zahlreiche kirchliche Gruppen stellen sich auf Ausstellungsständen vor und bieten Informationsmaterial. Während der meist fünftägigen Veranstaltung finden zahlreiche religiöse, kulturelle, wissenschaftliche, gesellschaftspolitische und spirituelle Veranstaltungen statt. Das Zentralkomitee der deutschen Katholiken (ZdK) ist seit 1970 Träger des Katholikentags.
Mit dem 102. Katholikentag in Stuttgart, 2022 gegen Ende der Corona-Pandemie, nahm Zahl der Dauerteilnehmer auf etwa 19.000 deutlich ab.

### Organisation und Finanzierung
Zur Ausrichtung des jeweiligen Katholikentags wird unter dem Namen „XX. Deutscher Katholikentag e. V.“ ein eigener Trägerverein gegründet, der dann in der Stadt der Ausrichtung des Katholikentags eine Geschäftsstelle einrichtet und der Rechtsträger ist.
Katholikentage werden über drei Säulen finanziert. Der größte Teil des Budgets stammt aus öffentlichen Geldern von Bund, Land und Stadt, gefolgt von Mitteln der Kirche und Eigenmitteln wie z. B. Erlöse aus dem Verkauf von Tickets, Souvenirs sowie die Kollekte, aber auch Standgebühren, Spenden und Projektzuschüsse.
Der 102. Deutsche Katholikentag 2022 in Stuttgart kostete nach Planungsangaben 10,65 Millionen Euro. Hiervon stammten 4,35 Millionen Euro aus öffentlichen Mitteln (Stadt Stuttgart: 1,5 Millionen Euro und Sachleistungen und Gebührenbefreiungen im Wert von 350.000 Euro; Land Baden-Württemberg: 2 Millionen Euro; Bundesregierung: 0,5 Millionen Euro). 3,2 Millionen Euro stammten aus Mitteln der Kirche: 1,8 Millionen Euro vom Verband der deutschen Diözesen (katholischen Bistümer) und 1,3 Millionen Euro von der Diözese Rottenburg Stuttgart sowie der Rest aus Ticketverkäufen und sonstigen Einnahmen.

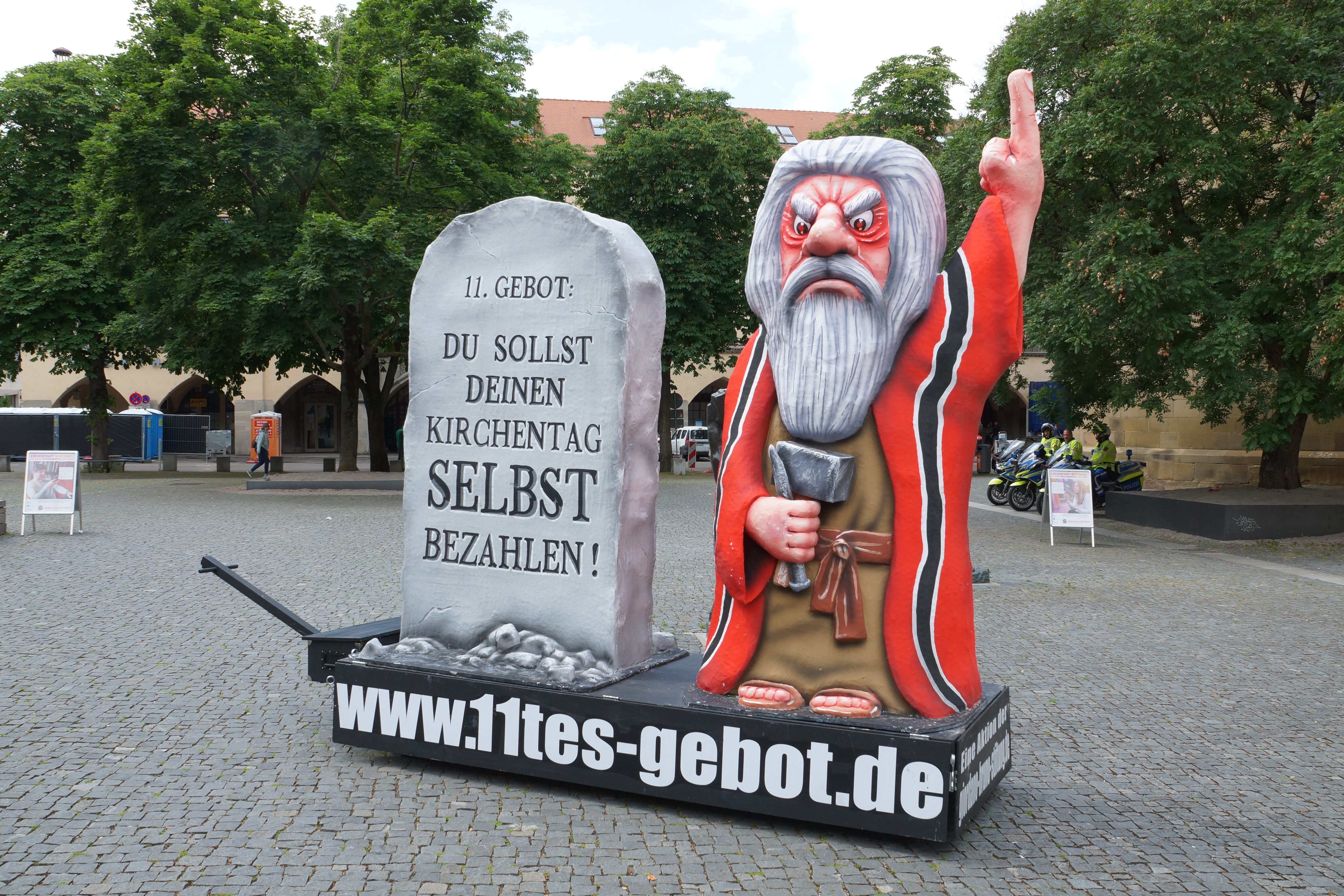
Die Kunstaktion Das 11. Gebot kritisiert 2022 die Bezuschussung des Katholikentags in Stuttgart aus öffentlichen Mitteln.

Gegen die Bezuschussung aus öffentlichen Mitteln wird seit 2014 bei jedem Katholikentag die öffentlichkeitswirksame Kunstaktion Das 11. Gebot („Du sollst Deinen Kirchentag selbst bezahlen!“) durchgeführt. Es wurde von der Kunstaktion zuletzt besonders kritisiert, dass bei dem jüngsten Katholikentag der staatliche Zuschuss auf ein Rekordniveau von 217 Euro pro Besucher angestiegen war.

### Zentrale Elemente
Die fünftägige Veranstaltung folgt seit längerem einem festen Rhythmus. Sie findet jeweils von Mittwoch bis Sonntag statt, in der Regel über Fronleichnam oder Christi Himmelfahrt. Eine zentrale Eröffnungskundgebung am Mittwochabend und ein großer allgemeiner Abschlussgottesdienst am Sonntagvormittag umrahmen das Geschehen, am Donnerstag werden mehrere zentrale Gottesdienste gefeiert. Während des Katholikentags in Osnabrück 2008 stand erstmals auch ein zentraler ökumenischer Gottesdienst am Freitagabend auf dem Programm (anstelle der bis dahin üblichen Katholikentags-Hauptkundgebung).
Von Donnerstagmittag bis Samstagabend herrscht allgemeiner Katholikentagsbetrieb: Vertreter aus Kirche, Politik und Wissenschaft tauschen sich in Podiumsdiskussionen zu aktuellen gesellschaftlichen, kirchlichen, kulturellen und politischen Themen aus; daneben gestalten verschiedenste kirchliche Verbände und Gruppen Workshops und Mitmachaktionen. In den letzten Jahren hat sich dabei zunehmend eine Ausdifferenzierung in verschiedene, räumlich getrennte Bereiche ergeben, die „Zentren“. Je nach persönlicher Situation und Interesse trifft man sich im Familienzentrum, im Frauen- und Männerzentrum (Genderfragen), im Jugendzentrum (in Osnabrück erstmals mit eigener Jugendkirche), im Geistlichen Zentrum, im Eine-Welt-Zentrum, im Ökumenezentrum oder in den Zentren für christlich-jüdischen und christlich-islamischen Dialog.
Eine weitere feste Einrichtung ist seit den 1990er Jahren die „Kirchenmeile“, auf der sich katholische und weitere Verbände, Einrichtungen, Medien, Ordensgemeinschaften, Bistümer, Hilfswerke u. a. an Ständen präsentieren. Eine Besonderheit dabei ist die Breite der kirchlich-weltanschaulichen Ausrichtungen, die sich sonst bei kaum einem religiösen Ereignis in Deutschland finden lässt: Konservative Gruppen wie die Legio Mariae sind ebenso selbstverständlich vertreten wie kritische Organisationen, etwa die Ökumenische Arbeitsgruppe Homosexuelle und Kirche.
Darüber hinaus haben sich weitere öffentlichkeitswirksame Veranstaltungen im Rahmen des Katholikentags in den letzten Jahren etabliert: jeweils am ersten Abend ein „Abend der Begegnung“, an dem sich das gastgebende Bistum mit seinen regionalen Besonderheiten und kulinarischen Spezialitäten auf Bühnen und an Ständen vorstellt; am Freitagabend ein Eine-Welt-Rockkonzert von BDKJ und Misereor; teilweise auch ein Abend der interkulturellen Begegnung (Hamburg, Osnabrück), dessen Programm von den lokalen ausländischen Kulturvereinen gestaltet wird.

Festhalle der Katholikenversammlung 1905 in Straßburg
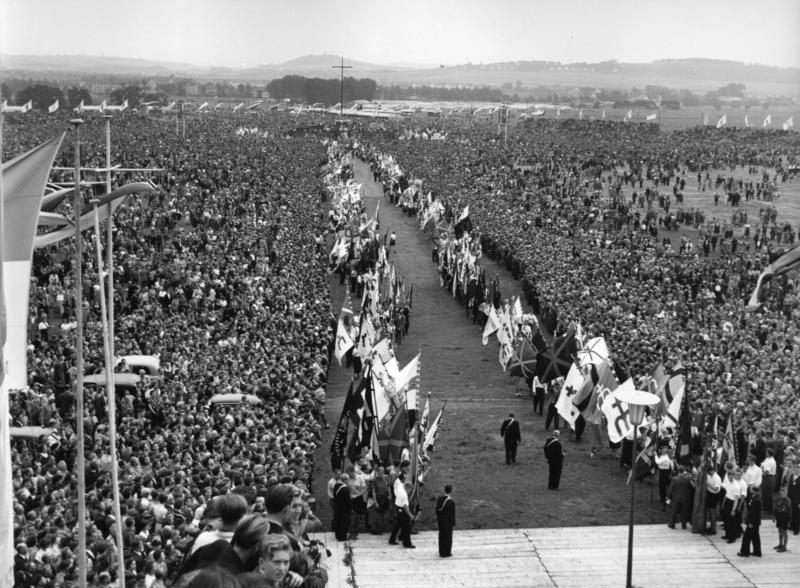
76. Deutscher Katholikentag in Fulda, September 1954
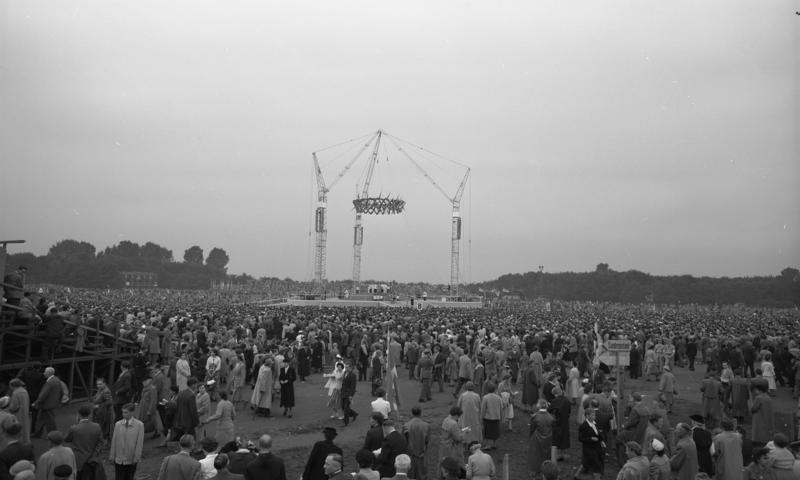
Der 77. Deutsche Katholikentag in Köln, September 1956
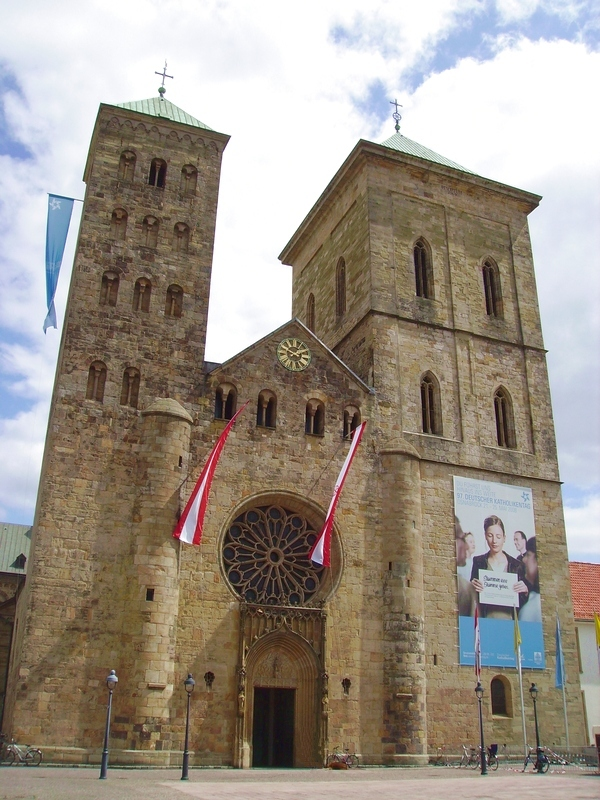
Katholikentagsbeflaggung am Dom zu Osnabrück, dem Ort des 97. Deutschen Katholikentags 2008
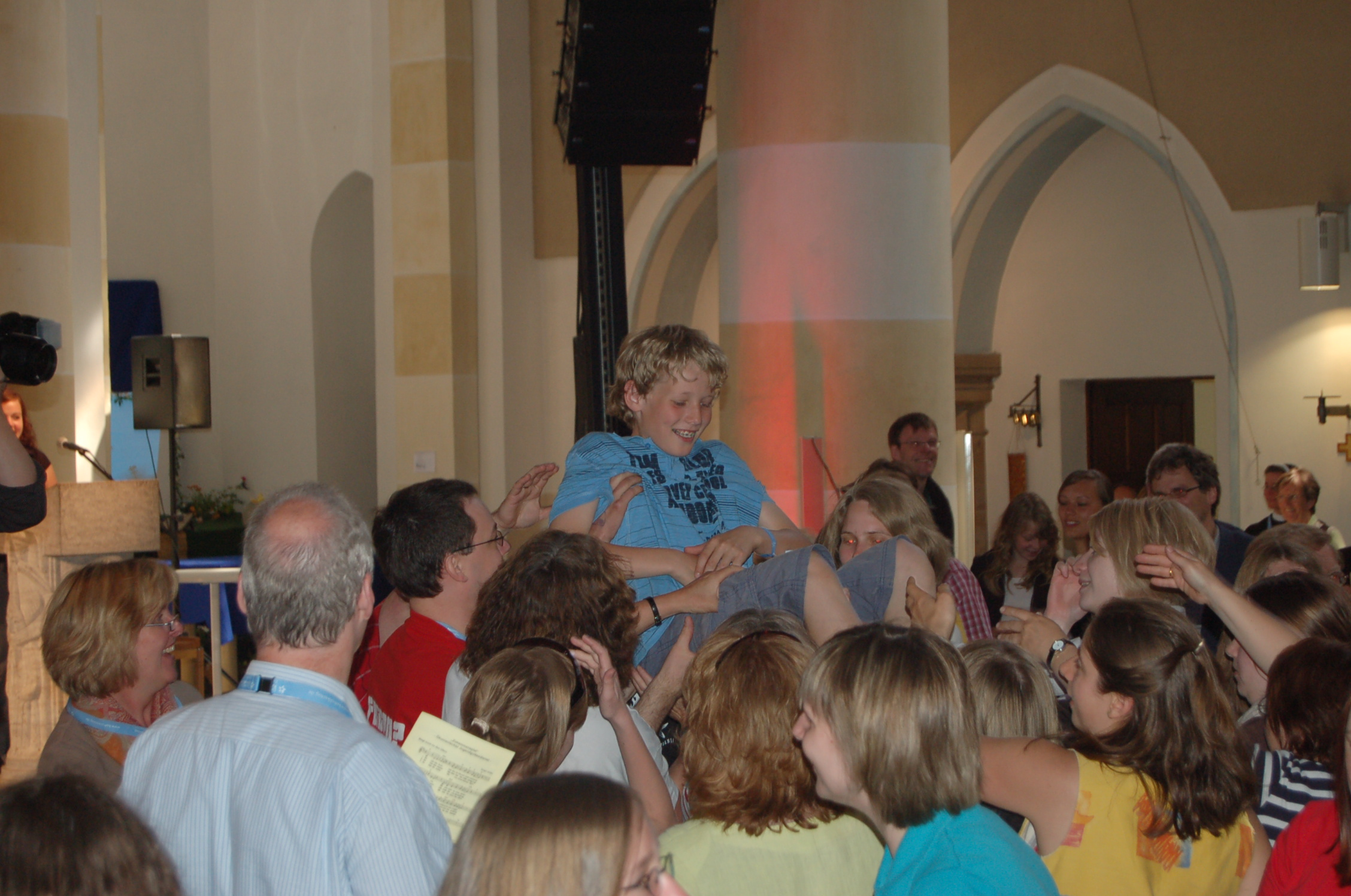
Ökumenischer Gottesdienst in der Jugendkirche in Osnabrück
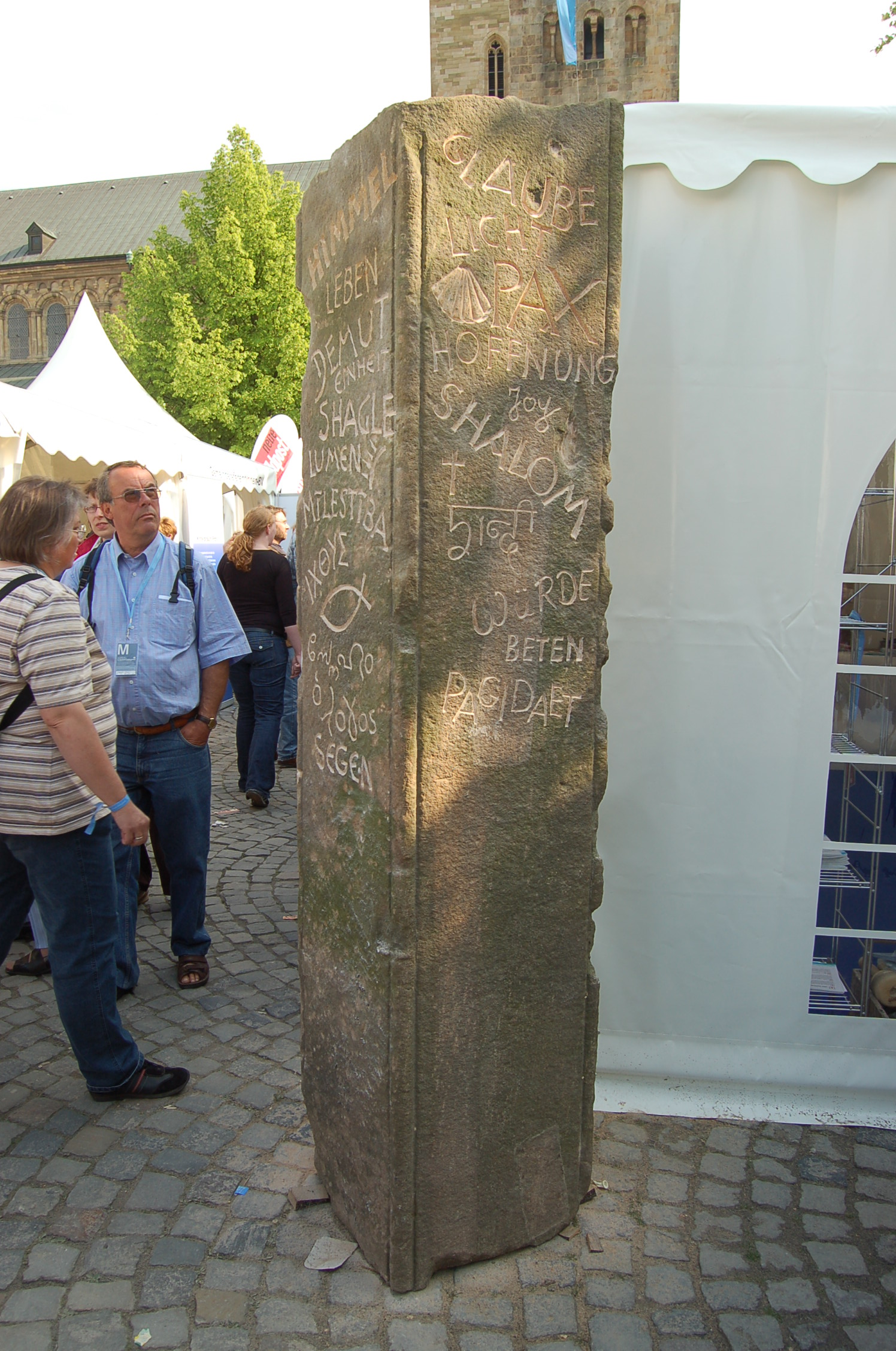
Friedensstele: Mitmachaktion auf der Kirchenmeile in Osnabrück
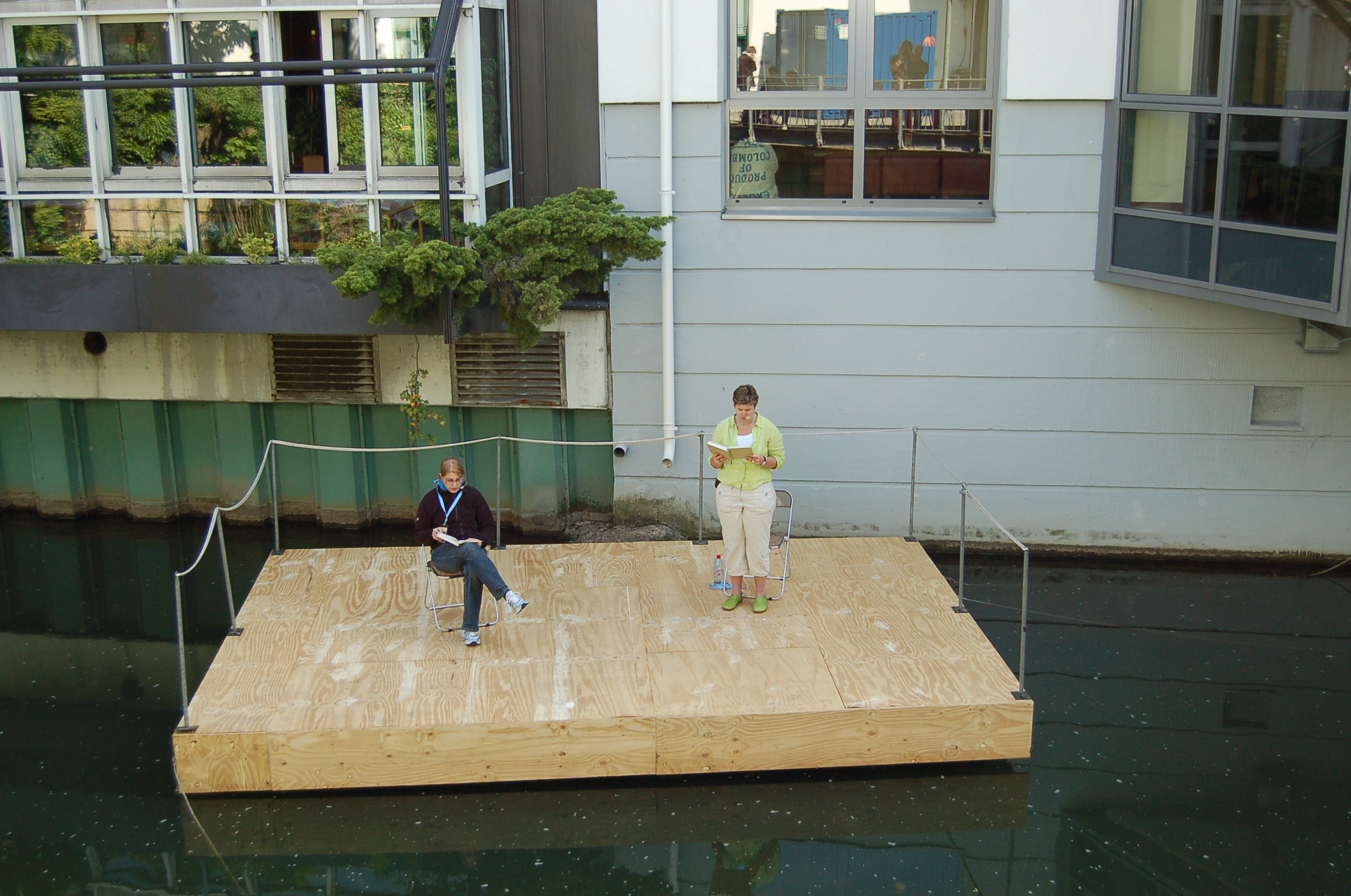
Bibellesung auf der Hase im Rahmen des Osnabrücker Katholikentags
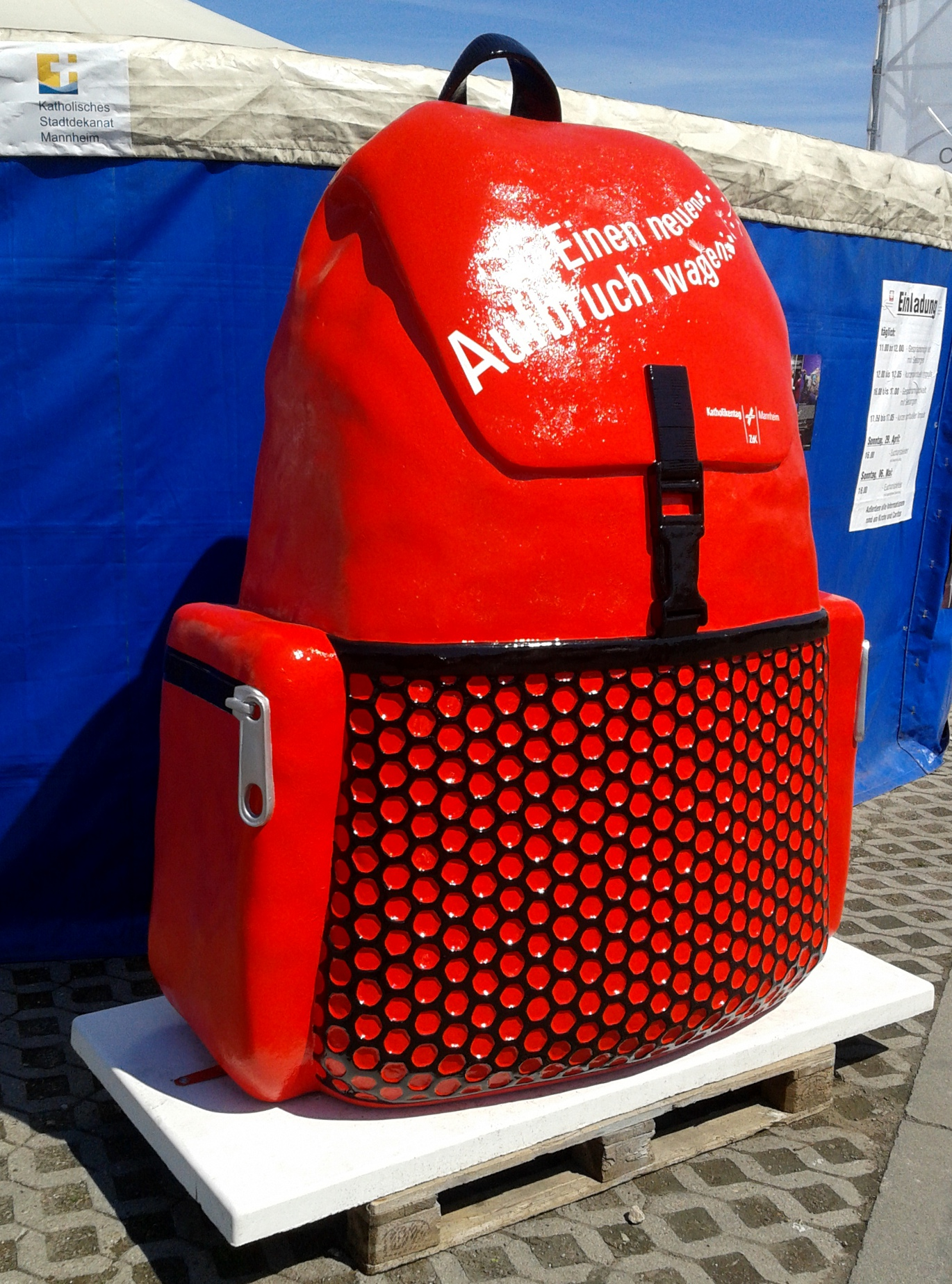
Der Rucksack, Symbol des 98. Katholikentags 2012 in Mannheim
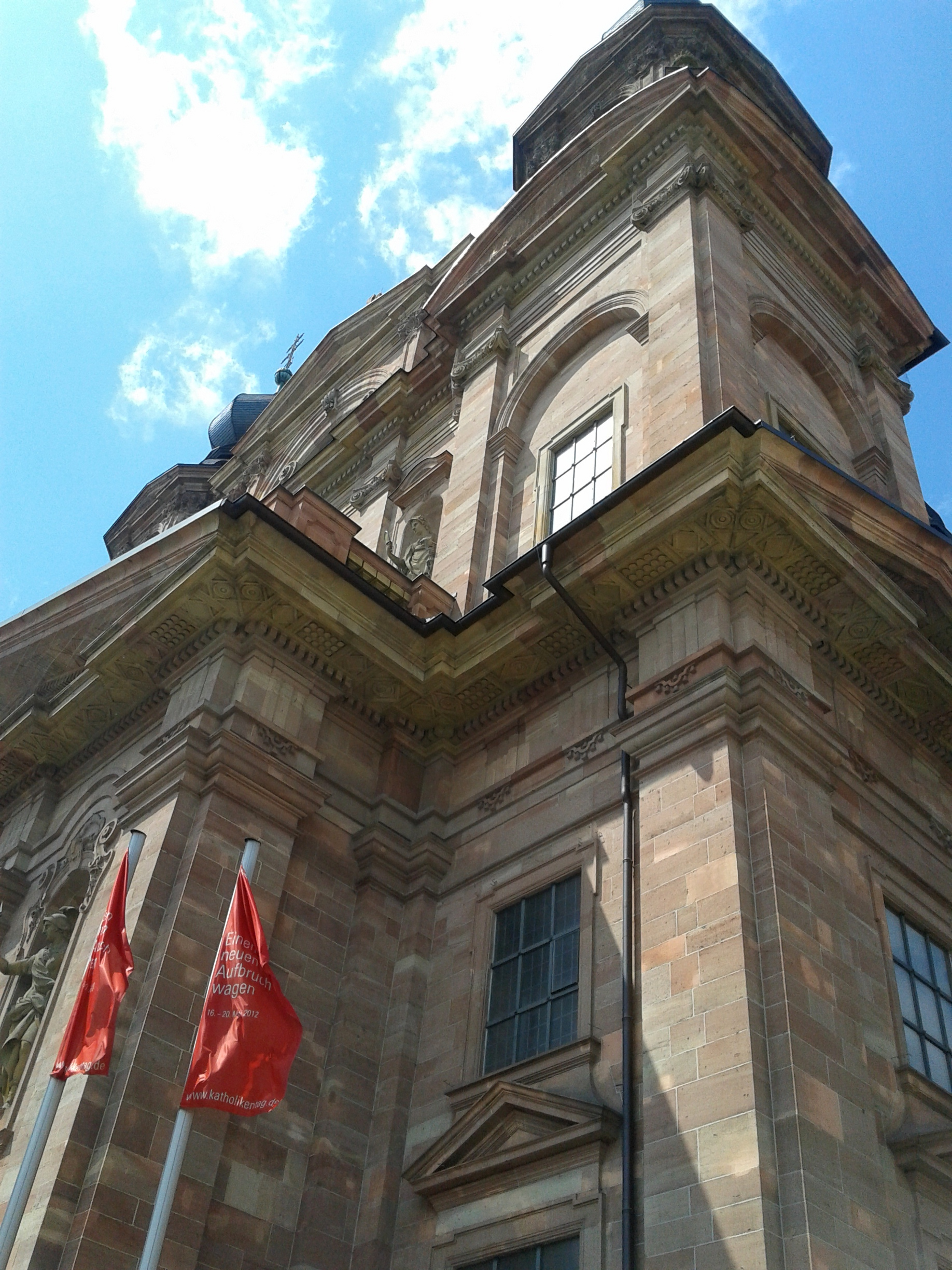
Katholikentagsbeflaggung an der Mannheimer Jesuitenkirche
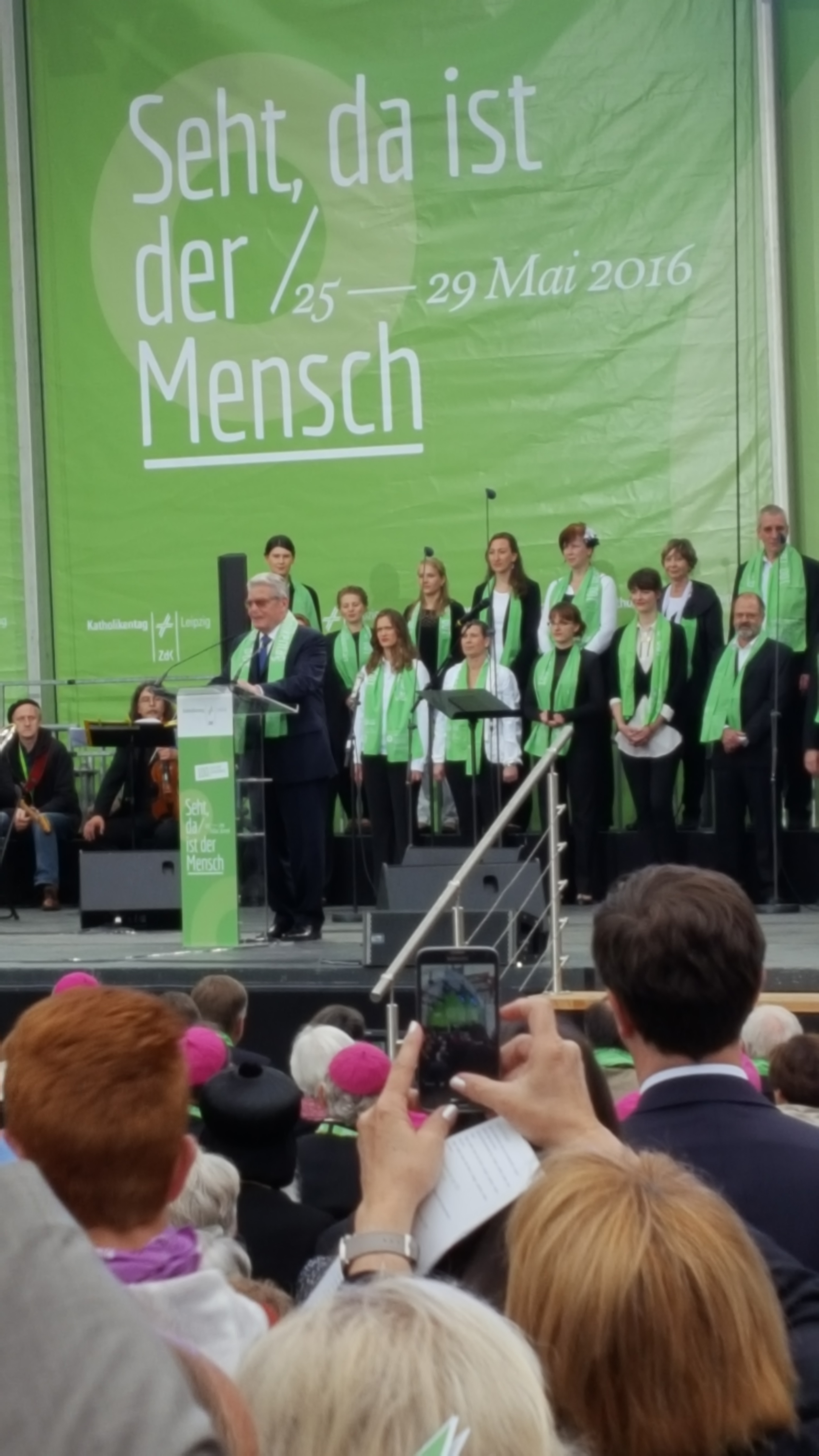
Eröffnung des 100. Katholikentags in Leipzig durch den damaligen Bundespräsidenten Joachim Gauck

### Briefmarken

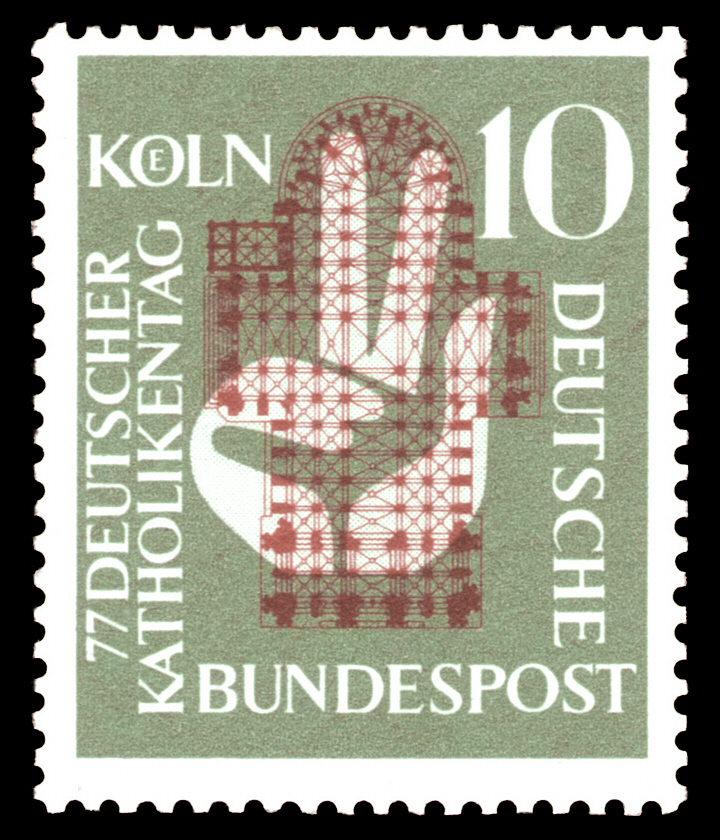
Briefmarke der Deutschen Bundespost (1956) 77. Deutscher Katholikentag in Köln

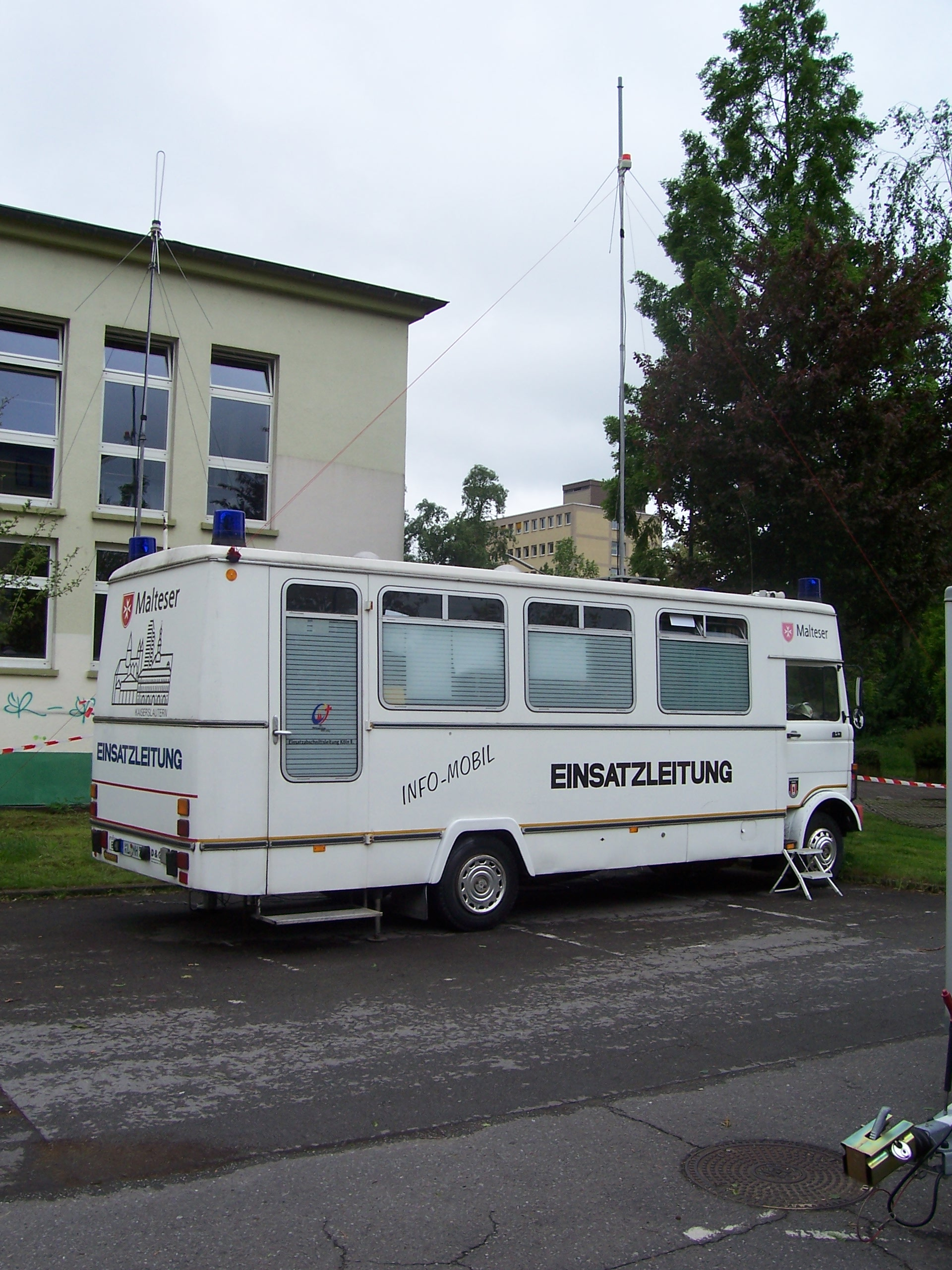
Einsatzleitwagen auf dem Katholikentag 2006 in Saarbrücken

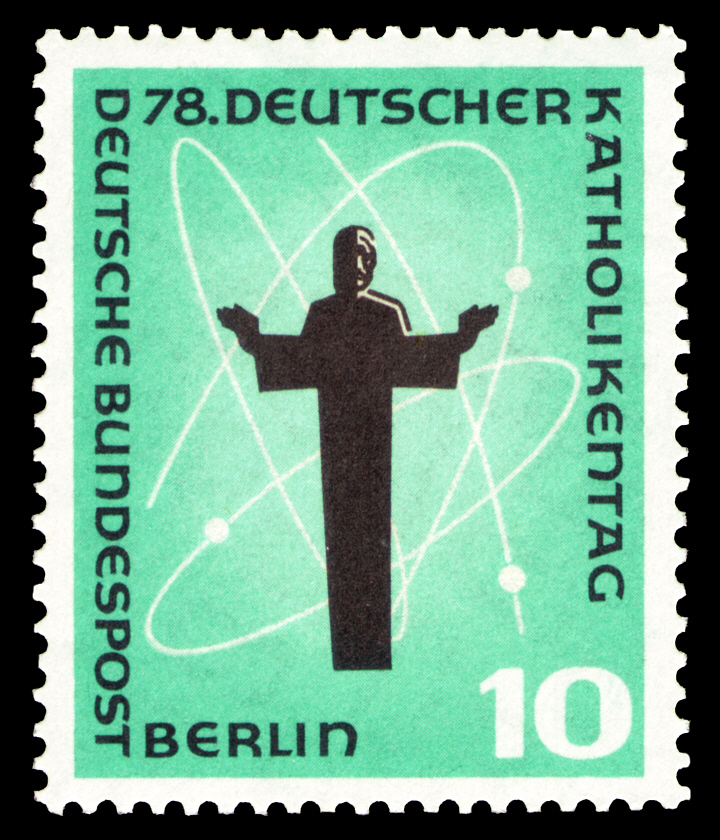
Briefmarke der Deutschen Bundespost Berlin (1958) 78. Deutscher Katholikentag in Berlin
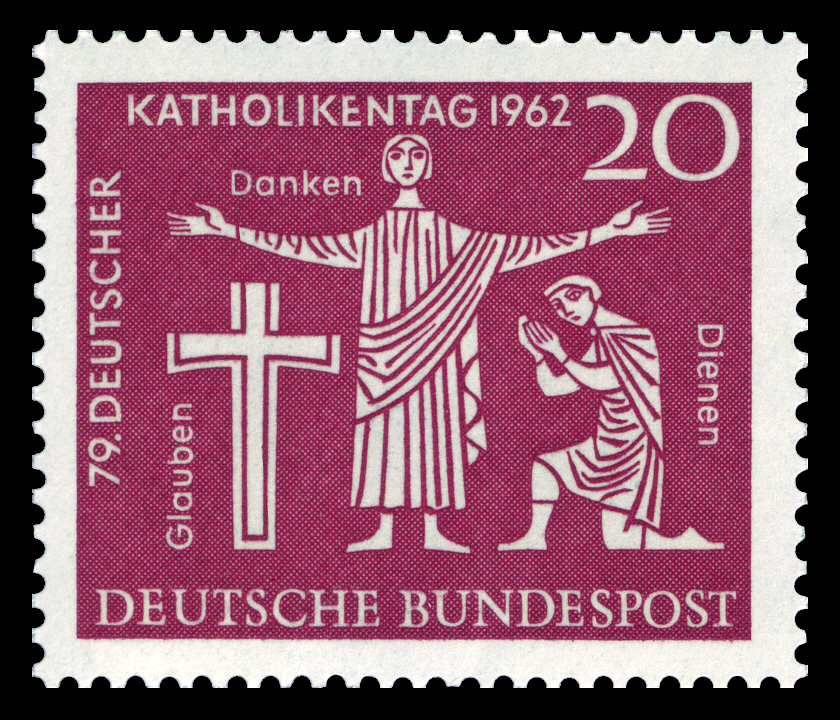
Briefmarke der Deutschen Bundespost (1962) 79. Deutscher Katholikentag in Hannover
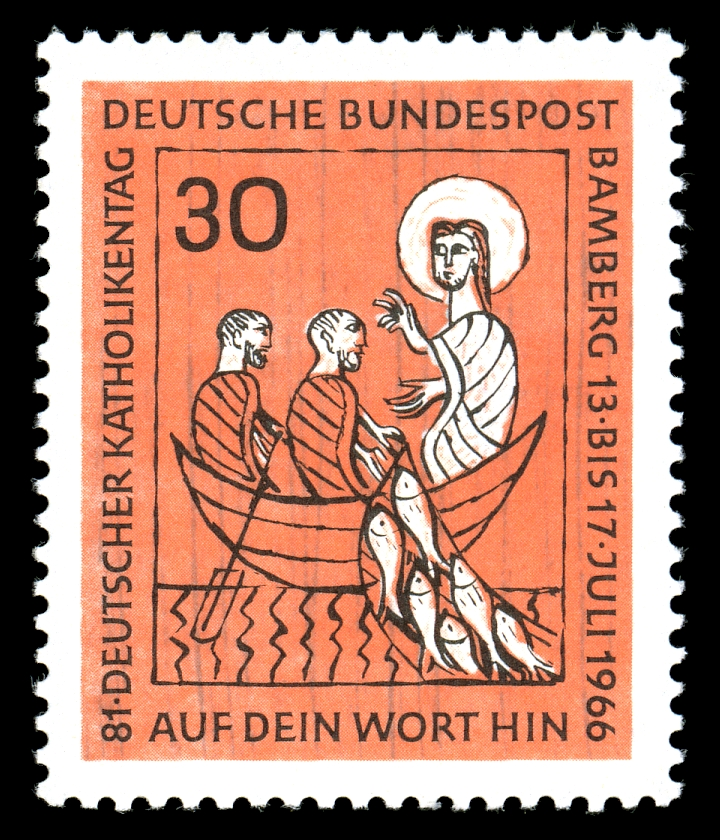
Briefmarke der Deutschen Bundespost (1966) 81. Deutscher Katholikentag in Bamberg
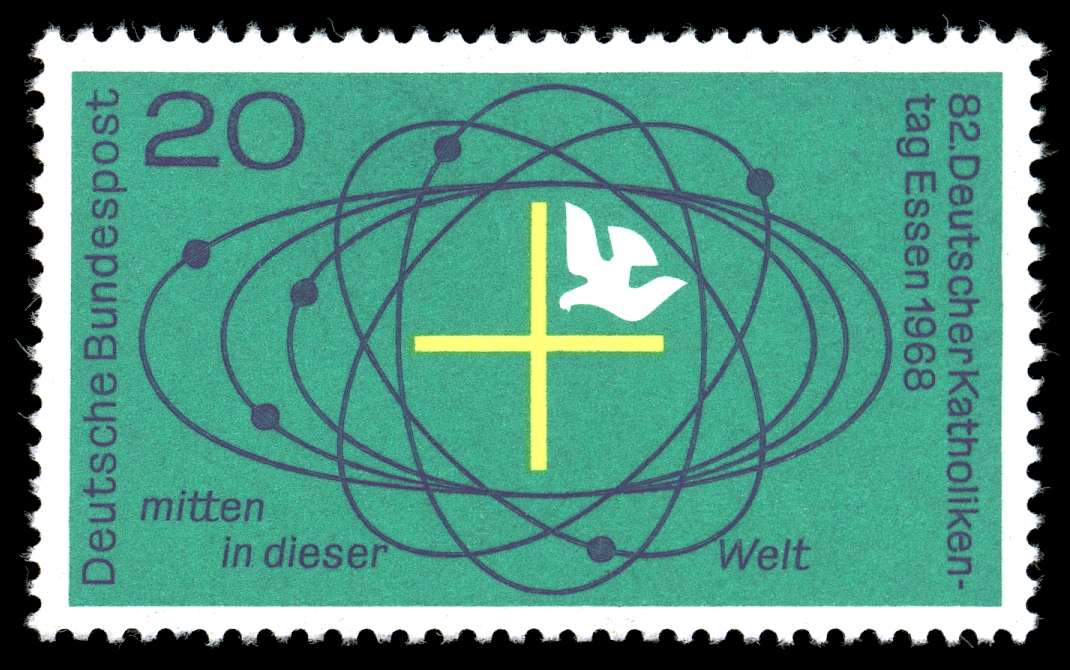
Briefmarke der Deutschen Bundespost (1968) 82. Deutscher Katholikentag in Essen
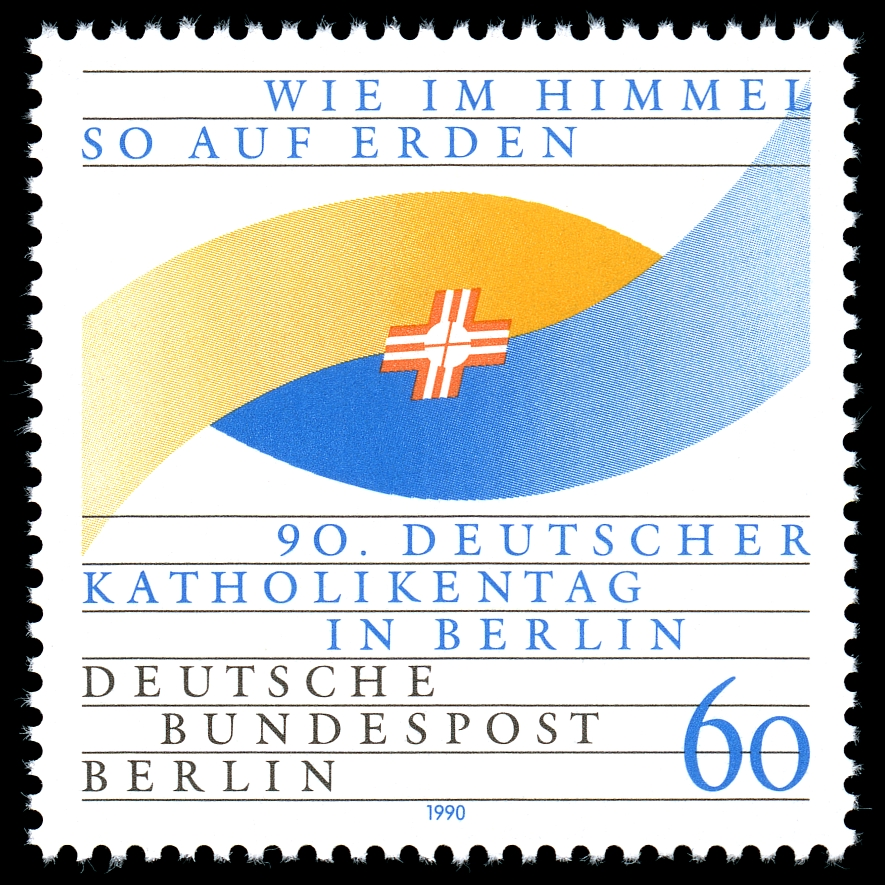
Briefmarke der Deutschen Bundespost Berlin (1990) 90. Deutscher Katholikentag in Berlin

## Schweizerischer Katholikentag
Der erste Katholikentag in der Schweiz fand vom 27. bis 29. September 1903 in Luzern statt. In der Folgezeit wurden in unregelmäßigen Abständen zehn Katholikentage veranstaltet, zumeist in katholisch dominierten Orten. Der bisher letzte Katholikentag fand 1954 statt.
1. 1903: Luzern
2. 1906: Freiburg
3. 1909: Zug
4. 1913: St. Gallen
5. 1921: Freiburg
6. 1924: Basel
7. 1929: Luzern
8. 1935: Freiburg
9. 1949: Luzern
10. 1954: Freiburg

## Österreichischer Katholikentag

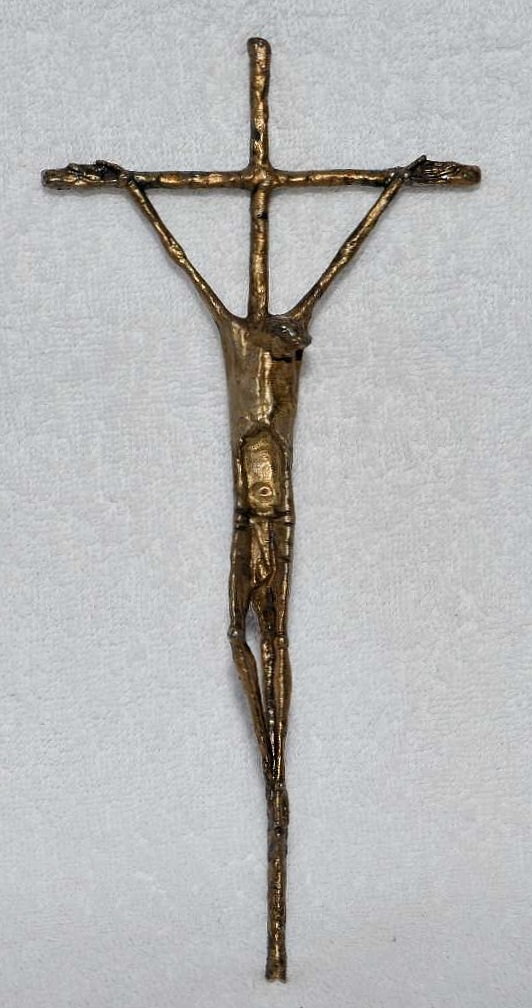
Kruzifix zum Österreichischen Katholikentag 1983 von E.Huber

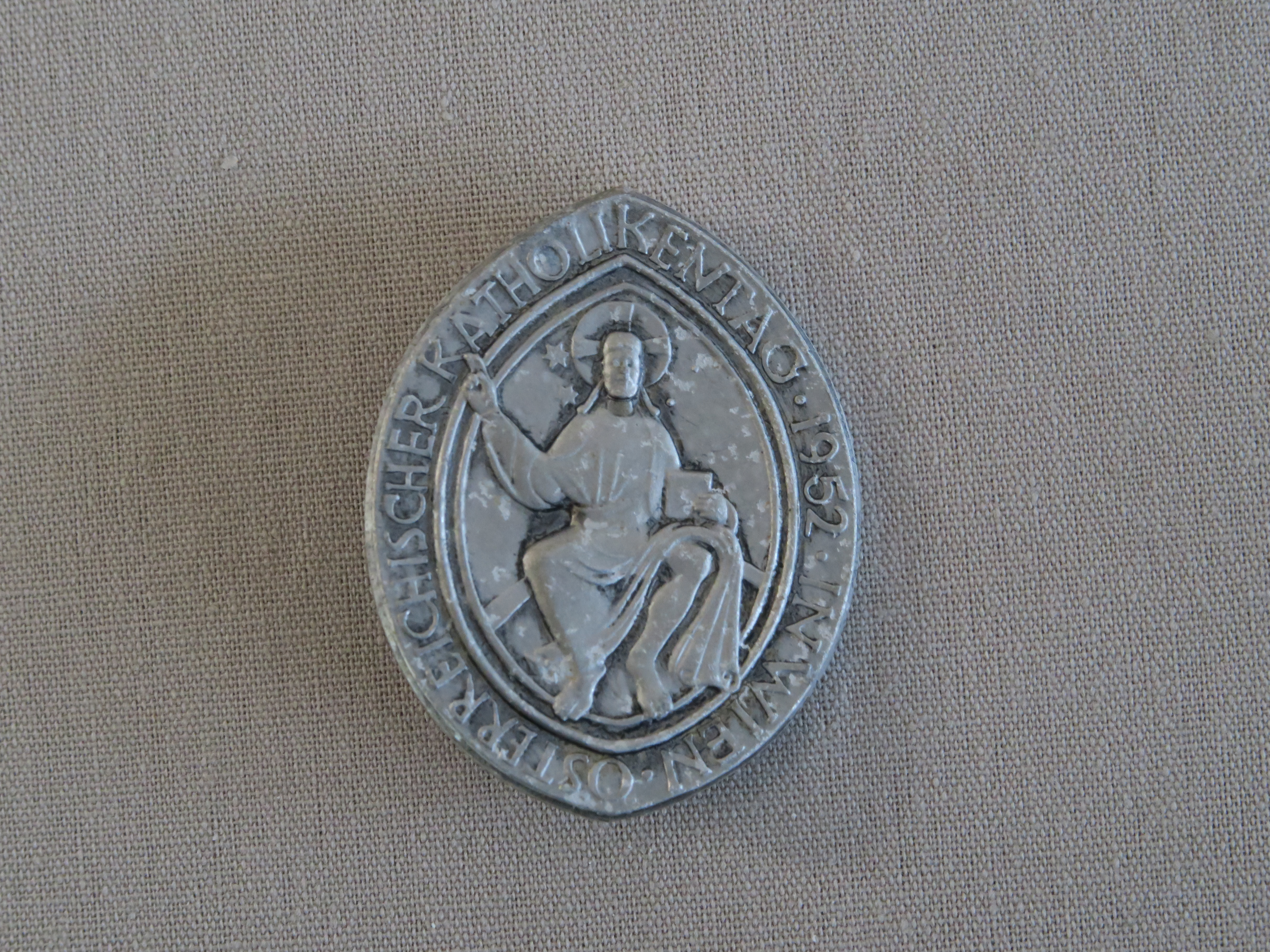
Österreichischer Katholikentag in Wien, 1952

Seit 1877 wurden Österreichische Katholikentage abgehalten. Allerdings gab es schon davor in österreichischen Städten Katholikentage (1850 und 1856 in Linz an der Donau, 1853 in Wien, 1857 in Salzburg und 1867 in Innsbruck), die aber zu den Deutschen Katholikentagen gezählt werden.
1. 1877: Wien
2. 1889: Wien
3. 1892: Linz
4. 1896: Salzburg
5. 1905: Wien
6. 1907: Wien
7. 1910: Innsbruck
8. 1913: Linz
9. 1923: Wien
10. 1933: Wien „Numquam retrorsum“ (Niemals zurück)
11. 1952: Wien „Freiheit und Würde des Menschen“
12. 1962: Salzburg „Löscht den Geist nicht aus!“
13. 1974: Wien „Versöhnung“
14. 1983: Wien „Hoffnung leben – Hoffnung geben“ (Besuch von Papst Johannes Paul II. in Österreich)

## Mitteleuropäischer Katholikentag
Zum Abschluss des Mitteleuropäischen Katholikentags mit dem Motto „Christus – Hoffnung Europas“ im Rahmen der „Wallfahrt der Völker“ (21.–23. Mai 2004) in Mariazell kamen fast 80.000 Pilger aus den acht teilnehmenden Staaten, nämlich Polen, Tschechien, Slowakei, Ungarn, Slowenien, Kroatien, Bosnien-Herzegowina und Österreich. Höhepunkt war am Samstag ab 11:00 Uhr die zweistündige Eucharistiefeier auf dem Feld des Sportflugplatzes in St. Sebastian mit dem Leitmotiv „Was Er euch sagt, das tut“. Zum Abschluss der Feiern, welche unter der Leitung von Kardinalstaatssekretär Angelo Sodano in Vertretung von Papst Johannes Paul II. stattfanden, wurde eine „Botschaft von Mariazell“ verabschiedet.
Die Österreichische Post brachte eine Briefmarkenblockausgabe heraus.

## Deutscher Evangelischer Kirchentag und Ökumenischer Kirchentag
Die evangelische Entsprechung zum deutschen Katholikentag ist der Deutsche Evangelische Kirchentag, der stets in einem anderen Jahr als der Katholikentag abgehalten wird.
Eine weitere kirchliche Großveranstaltung ist der Ökumenische Kirchentag, der 2003 in Berlin, 2010 in München und 2021 in Frankfurt stattfand. Gemeinsame Veranstalter dieser Ereignisse sind das Zentralkomitee der deutschen Katholiken und der Deutsche Evangelische Kirchentag.